# Anikka Albrite
Anikka Albrite, née le 7 août 1988 à Denver au Colorado, est une actrice et réalisatrice de films pornographiques américaine.

## Biographie
Elle a obtenu une double spécialisation en biologie moléculaire et en commerce à l'université et a travaillé comme technicienne de laboratoire avant de se tourner vers l'industrie du divertissement pour adultes.
Elle a débuté dans des films pour adultes en 2011 et a été nommée aux AVN Awards de la meilleure révélation en 2013.
Anikka et son collègue acteur de films pour adultes, Mick Blue, se sont mariés en 2014. Elle et son mari ont ensuite remporté les AVN Awards 2015 de l'interprète féminin et masculin de l'année. Ils sont ainsi devenus le premier couple marié de l'histoire des AVN Awards à remporter les deux prix simultanément.
En 2015, elle joue dans la série The Turning: A Lesbian Horror Story de Bree Mills.
Elle a co-animé les AVN Awards 2016 aux côtés de Joanna Angel.

## Distinctions

### Récompenses
- 2013 AEBN (en) VOD Award - Best Newcomer[5]
- 2013 NightMoves Award - Best New Starlet (Fan's Choice)[6]
- 2014 AVN Awards[7] :
  - Best Anal Sex Scene pour Anikka avec Mick Blue
  - Best Tease Performance pour Anikka
  - Best Three-Way Sex Scene – B/B/G pour Anikka avec James Deen et Ramón Nomar
- 2015 AVN Awards[8]
  - Performeuse de l'année (Female Performer of the Year)
  - Meilleure allumeuse (Best Tease Performance) pour Anikka 2 (avec Dani Daniels et Karlie Montana)
  - Meilleure scène de sexe entre femmes de groupe (Best All-Girl Group Sex Scene) pour Anikka 2 (avec Dani Daniels et Karlie Montana)
- 2015 XRCO Awards Performeuse de l'année (Female Performer of the Year)[9]
- 2015 XBIZ Awards[10] :
  - Performeuse de l'année (Female Performer of the Year)
  - Meilleure scène en couple (Best Scene - Couples-Themed Release) pour Untamed Heart (avec Tommy Gunn)

Nominations
- 2012 Urban X Award - Best Couple Sex Scene - Booty I Like 8 (avec Justin Slayer)
- 2013 AVN Award - Best New Starlet
- 2013 AVN Award - Best POV Sex Scene - Eye Fucked Them All (avec Erik Everhard)
- 2013 AVN Award - Best Tease Performance - Jada Stevens Is Buttwoman (avec Jada Stevens)
- 2013 AVN Award - Best Three-Way Sex Scene (G/G/B) - Jada Stevens Is Buttwoman (avec Jada Stevens et Erik Everhard)
- 2013 XBIZ Award - Best New Starlet
- 2013 XRCO Award - New Starlet
- 2014 AVN Award - Best Actress - OMG… It’s the Leaving Las Vegas XXX Parody
- 2014 AVN Award - Best Boy/Girl Sex Scene - Top Bottoms avec Manuel Ferrara
- 2014 AVN Award - Best Group Sex Scene - The Madison’s Mad Mad Circus avec Christy Mack, Kelly Madison, Kendra Lust, Brooklyn Chase, Jacky Joy, Romi Rain et Ryan Madison
- AVN Award - Best Group Sex Scene - Manuel Ferrara's Reverse Gangbang avec Ashley Fires, Remy LaCroix, Riley Reid, Dillion Harper, Mischa Brooks et Manuel Ferrara
- 2014 AVN Award - Best Oral Sex Scene - American Cocksucking Sluts 3 avec Riley Reid
- 2014 AVN Award - Best POV Sex Scene - Eye Candy avec Mick Blue
- 2014 AVN Award - Best Solo Sex Scene - I Love Big Toys 36
- 2014 AVN Award - Best Three-Way Sex Scene – G/G/ - Not The Wizard of Oz XXX avec Maddy O'Reilly et Kurt Lockwood
- 2014 AVN Award - Best Three-Way Sex Scene – G/G/B  - Samantha Saint is Completely Wicked avec Samantha Saint et Mick Blue
- 2014 AVN Award - Female Performer of the Year
- 2014 XBIZ Award - Female Performer of the Year
- 2014 XBIZ Award - Best Supporting Actress Not the Wizard of Oz XXX
- 2014 XBIZ Award - Best Scene - Parody Release - Not the Wizard of Oz XXX avec Maddy O'Reilly et Kurt Lockwood
- 2014 XBIZ Award - Best Scene - Non-Feature Release - Anikka avec Mick Blue
- 2014 XRCO Award - Female Performer of the Year
- 2014 XRCO Award - Orgasmic Oralis

## Filmographie sélective
Le nom du film est suivi du nom de ses partenaires lors des scènes pornographiques.
- 2011 : Gloryhole Confessions 7
- 2012 : Slumber Party 22 avec Alexis Monroe, Britney Amber et Leya Falcon
- 2012 : Lesbian Analingus 1 avec Sandy
- 2012 : Jada Stevens Is Buttwoman avec Jada Stevens et Erik Everhard
- 2012 : Eye Fucked Them All avec Erik Everhard
- 2012 : Booty I Like 8 avec Justin Slayer
- 2012 : Big Butt Lesbian Club 2: Jungle Fever Edition avec Chili Pepper
- 2013 : Women Seeking Women 97 avec Simone Sonay
- 2013 : Lesbian Adventures: Wet Panties Trib 4 avec Jessie Andrews
- 2013 : Girls Kissing Girls 12 avec Celeste Star
- 2013 : Cheer Squad Sleepovers 4 avec Ashli Orion
- 2014 : Molly's Life 24 avec Molly Cavalli
- 2014 : Seduction Of Anikka Albrite: An All Girl Gang Bang Fantasy avec Alice Frost, Cici Rhodes, Jodi Taylor et Maia Davis
- 2014 : Lesbian Adventures: Strap-On Specialists 07 avec Sinn Sage
- 2015 : Mother-Daughter Exchange Club 37 avec Shyla Jennings
- 2015 : The Turning: A Lesbian Horror Story
- 2015 : Women Seeking Women 119 avec Mindi Mink
- 2016 : Women Seeking Women 125 avec Dani Daniels
- 2016 : Shyla Jennings Loves Girls
- 2017 : Lesbian Anal Asses
- 2017 : Mom Knows Best
- 2018 : Aaliyah Love and Her Girlfriends (compilation)
- 2018 : Deep Delivery